# Jonathan dos Santos
Pour les articles homonymes, voir dos Santos.
Jonathan dos Santos Ramírez, dit Jonathan dos Santos est un footballeur international mexicain d'origine brésilienne né le 26 avril 1990 à Monterrey. Il joue au poste de milieu offensif au Club América.

## Biographie

### Club
Jonathan dos Santos joue son premier match officiel avec la première équipe du FC Barcelone le 28 octobre 2009 lors des 16èmes de finales aller de la Coupe d'Espagne face à la Cultural y Deportiva Leonesa (victoire 2-0 du Barça).
Il débute en championnat le 2 janvier 2010 lors de la seizième journée face à Villarreal (1-1). Jonathan figure dans le onze titulaire.
En juin 2010, Jonathan dos Santos renouvelle son contrat avec le FC Barcelone jusqu'en 2012 avec une clause libératoire de 30 millions d'euros. Le 1er décembre 2011, il renouvelle de nouveau son contrat avec le FC Barcelone jusqu'en 2015.
En décembre 2011, il est convoqué par Pep Guardiola pour disputer la Coupe du monde des clubs FIFA au Japon. En janvier 2012, Jonathan remplace Seydou Keita, parti jouer la CAN, au sein de la première équipe du FC Barcelone. Le même mois, Pep Guardiola décide de le garder définitivement au sein de la première équipe.
En août 2012, le FC Barcelone conseille au joueur de partir en prêt au Séville FC, cependant Dos Santos préfère rester au Barça malgré le peu de temps de jeu dont il va disposer en équipe première.
En juillet 2014, il est transféré pour deux millions d'euros au Villarreal CF où joue aussi son frère Giovani dos Santos.
Le 23 décembre 2021, il retrouve son frère Giovani au sein d'un troisième club lorsqu'il signe en faveur du Club América, marquant son arrivée dans son pays natal.

### Sélection nationale
Le 30 septembre 2009, Jonathan dos Santos débute avec l'équipe du Mexique à l'occasion d'un match amical face à la Colombie (défaite 2-1 du Mexique). Jonathan figure dans le onze de départ.

## Vie privée
Jonathan dos Santos est issu d'une famille de footballeurs :
- ses deux frères, Éder dos Santos Ramírez, dit Éder dos Santos (1er février 1984 à Monterrey) et Giovani Alex dos Santos Ramírez, dit Giovani dos Santos ou Giovani (11 mai 1989 à Monterrey), jouent respectivement avec le Club América et au Los Angeles Galaxy.
- son père Gerardo dos Santos, dit Zizinho (11 juin 1962 à São Paulo), est un joueur de Monterrey et Club América.

## Palmarès

### FC Barcelone
- Champion d'Espagne en 2010, 2011 et 2013
- Vainqueur de la Supercoupe d'Espagne en 2010
- Vainqueur de la Ligue des champions de l'UEFA en 2011
- Vainqueur de la Coupe du monde des clubs de la FIFA en 2011
- Vainqueur de la Supercoupe de l'UEFA en 2011

### Mexique
- Vainqueur de la Gold Cup en 2015 et 2019